# Плеуректомија
Плеуректомија је врста операције у којој се уклања део плућне марамице или плеуре. Ова процедура помаже да се спречи накупљање течности у болешћу захваћеном подручју и користи се за лечење мезотелиома, карцинома мезотела плеуре. Плеуректомија пружа симптоматско олакшање, јер смањује ризик од симптоматских плеуралних излива и рецидива спонтаног пнеумоторакса, али изгледа да не доприноси већој стопи преживљавања.
Малигни плеурални изливи генерално су резултат метастатског ширења болести на плеуру и обично се виде у току многих тумора. Мање често, изливи су повезани са примарним туморима плућа, плеуре или медијастинума.
Предложене су многе нехируршке методе за контролу излива и побољшање респираторне функције. Без обзира на то, многе студије су показале предности плеуректомије код пацијената са малигним изливима који су последица различитих карцинома.

## Индикације
Плеуректомија је најчешће индикована за мезотелиом. Међутим, друге мање уобичајене индикације укључују следеће болести:
- примарни пнеумоторакс.
- пнеумоторакс као последица хроничне опструктивне болести плућа (ХОБП).
- трауматски пнеумоторакс.
- малигни плеурални изливи.
- рекурентни пнеумоторакс,
- билатерални пнеумоторакс,
- упорно цурење ваздуха упркос дренажи грудног коша или неуспех експанзије плућа,
- спонтани хемоторакс, током трудноће и код ризичне професије, као што су рониоци и пилоти.

## Плеуректомија код мезотелиома
Плеуректомија са декортикација је описана у лечењу малигног плеуралног мезотелиома. Она се може дефинисати као потпуна паријетална и висцерална плеуректомија са поштедом перикарда и хемидијафрагме,која обухвата потпуну декортикацију плућа (ресекцију висцералне плеуре) и паријеталне плеуре. Док се продужена плеуректомија са декортикацијом може дефинисати као горенаведена плус ресекција перикарда и хемидијафрагма када је потребно.
Техника
- Пацијент се поставља у пуну бочну позицију након постављања ендотрахеалне цеви са двоструким луменом.[6]
- Прави се постеролатерални торакотомски рез, који потпуно дели латисимус мишић, а у грудни кош се улази кроз четврти или пети међуребарни простор. Обично се зупчасти мишић може поштедети, али повремено се такође мора поделити да би се омогућио адекватан приступ.[6]
- Додатна торакотомија у осмом или деветом  међуребарном простору у оквиру истог реза коже може бити неопходна за адекватан присту доњем делу грудногкоша.[6]
- Плеуректомија укључује потпуну ресекцију и висцералне и паријеталне плеуре и може укључити ресекцију перикарда и дијафрагме, као и ресекцију додатних плућних чворова.[6]
- Паријетална плеура се прво сецира од зида грудног коша, а затим од медијастинума.[6]
- Затим се отвара плеура и уклања се висцерална плеура.[6]
- Иако процедура може да омогући екстензивно уклањање ткива, генерално није могуће постићи потпуно макроскопско уклањање тумора овом процедуром.[6]

## Плеуректомија код пнеумоторакса
Плеуректомија у условима пнеумоторакса се изводи помоћу видеоасистиране торакоскопије, након што се између ребара направе праве три реза, сваки дужине 1 инч, кроз која се убацију инструменти. Сама операција се састоји од три компоненте: булектомије, апикалне плеуректомије  и базална плеурална абразија.
Булектомија
У овој процедури, све буле се спајају, пришивају или изрезују (обично из врха) плућа, јер могу да пукну у било ком тренутку и изазову спонтани пнеумоторакс.
Стварањем адхезија плеуректомијом између плућа и зида грудног коша, спречава се даље цурење ваздуха, па чак и ако буле пукну, ваздух ће бити заробљен у малом џепу и спречити колапс плућа.
Апикална плеуректомија
Апикална плеуректомија је уклањање плеуре изнутра. Овим поступком ствара се густа адхезија између врха плућа и ребара.
Базална плеурална абразија
Да би се сачувала функција, код овог поступка уклања се базална плеура, да би се произвеле адхезија, методом абразије која производи  инфламаторну реакцију.
Крв произведена плеуректомијом и абразијом изазива адхезије између плућа и ребара. Временом, ове промене сазревају у ожиљно ткиво, формирајући трајне адхезије.

## Компликације
Потенцијалне компликације плеуректомије укључују следеће:
- крварење

- продужено цурење ваздуха

- конверзију у торакотомију

- постоперативни бол

- понављање плеуректомије

## Прогноза
Плеуректомија се може безбедно извести и ефикасно контролише симптоме плеуралног излива који се развија са малигним мезотелиомом плеуре. 
Плеурална абразија доводи до мањег периоперативног оптерећења пацијената и краћег боравка у болници без угрожавања стопе рецидива пнеумоторакса у поређењу са плеуректомијом. Дакле, плеурална абразија је разумна хируршка процедура првог избора за лечење примарног спонтаног пнеумоторакса. 
Додатак постоперативне фототерапије или интраплеуралне хемотерапије не побољшава дугорочно преживљавање, али плеуректомија доводи до ублажавања симптома.